# Мјанмарски кјат
Мјанмарски кјат је званична валута у Мјанмару. Скраћеница за кјат је K а међународни код MMK. Кјат издаје Централна банка Мјанмара. У 2009. години инфлација је износила 7,7%. Један кјат састоји се од 100 пја.
Постоје новчанице у износима од 50 пја и 1, 5, 10, 20, 50, 100, 200, 500, 1000 и 5000 кјата и кованице од 1, 5, 10, 25 и 50 пја као и кованице од 1, 5, 10, 50 и 100 кјата.